# ثورة التحرير الجزائرية
ثورة التحرير الجزائرية أو حرب الجزائر أو حرب الاستقلال الجزائرية هو نزاع مسلح اندلع بين فرنسا وجبهة التحرير الوطني الجزائرية من 1880 إلى 1962، وأدى في النهاية إلى نيل الجزائر استقلالها عن فرنسا. كانت هذه الحرب مهمة لإنهاء الاستعمار وصراعًا معقدًا تميز بحرب العصابات وارتكاب جرائم الحرب. تحول الصراع أيضًا إلى حرب أهلية بين المجتمعات المختلفة. دارت الحرب بشكل رئيسي على أراضي الجزائر وكان لها تداعيات في فرنسا الأوروبية.
شارك في الحرب حوالي 00000 1200 مجاهد كان بحوزتهم 000 400 قطعة سلاح وبضع قنابل تقليدية، فسارعت حكومة «منداز فرانس» إلى سجن كثير من الجزائريين في محاولة فاشلة لإحباط الثورة من مخططات عسكرية كبرى.
في الرابع من نوفمبر قُتِل رمضان بن عبد المالك، أحد القادة 22، قُرب مستغانم. وفي 05 نوفمبر 1954 بدأت فرنسا بإرسال إمدادات عسكرية إلى الجزائر لإخماد الثورة في مهدها؛ فتوالت المعارك، ليسجل 08 نوفمبر أسر عبد الحميد سويرت معركة «غار بو جليدة»، وفي الثالث عشر شرعت فرنسا بقصف جوي بالطائرات لمواقع المجاهدين في الأوراس؛ ويُقتل باجي مختار أحد مفجري الثورة قرب سوق أهراس؛ ليستشهد بعده بلقاسم ڤرين في 29 نوفمبر 1954، ومن ثم يصدر بيان من جمعية العلماء الجزائريين المسلمين الذي وقعه الشيخ البشير الإبراهيمي في القاهرة دعى فيه إلى الالتفاف حول الثورة.
وفي 22 ديسمبر 1954 فرنسا تشن حملة اعتقال واسعة استهدفت مناضلي حركة انتصار الحريات الديمقراطية، وفي اليوم الموالي بدأت العمليات العسكرية الفرنسية الكبرى بالجزائر، فنفذت ثلاث عمليات سنة 1955 عبر جبال الأوراس وطول حدود الجزائرية التونسية، ثم تجددت مع مجيئ الجنيرال ديغول وتعيينه قائدا عامة للقوات العسكرية في الجزائر، وضع الجنيرال شارل ديغول برنامجا مكثفا ينفذه أكثر من 600 ألف جندي مختصين في حرب العصابات، كما عرف شهر ديسمبر 1954 تأسيس فيدرالية جبهة التحرير الوطني بفرنسا وتنفيذ جيش الاحتلال لعمليات «ايمهول» على يد 500 جنديا يساندهم الطيران ومشطت جنوب الأوراس وجبال النمامشة، وجاءت بعد عملية نفذت ضد ناحية «الونزة» وعملية «الويس» بمنطقة القبائل... عمليات تواصلت في جانفي 1955 بتنفيذ عملية «تيمقاد» مشطت شرق الأوراس على الحدود الجزائرية التونسية وجبال النمامشة مدعومة بالطائرات، وفي 18 جانفي 1955 استشهد مراد ديدوش قائد المنطقة الثانية وأحد مفجري الثورة بعد معركة بدوار الصوادق، وسجل اليوم الموالي الإفراج عن عبان رمضان.
تأثر جيش الاحتلال أمام ضربات جيش التحرير بجبال الأوراس، فطلب الجنيرال قائد الناحية العسكرية العاشرة من باريس إرسال الدعم للقضاء على الثورة؛ فتوالت العمليات العسكرية؛ لتنطلق في 23 جانفي 1955 عملية «فيرونيك» بالأوراس بمشاركة 07 آلاف جنديا يساندهم الطيران شملت ناحية جبال خدو في الأوراس، وفي 25 جانفي 1955 عين جاك سوستال حاكما عاما على الجزائر فقاربت اعداد القواة الفرنسية بالجزائر مطلع فيفري 84 ألف جندي، وفي 05 فيفري 1955 سقطت الحكومة الفرنسية، ومصطفى بن بولعيد يُعتقل بتونس أثناء تنقله إلى ليبيا لتزويد الثورة بالسلاح في 11 فيفري 1955، وفي 26 فيفري يبلغ عدد جنود فرنسا بالجزائر ضعف عددهم إبان اندلاع الثورة خاصة مع اعلان الحلف الأطلسي مساندته الحكومة الفرنسية حربها ضد الجزائر كما صادق البرلمان الفرنسي في 30 مارس 1955 على قانون حالة الطوارئ بالجزائر ليفرض في اليوم الموالي على منطقة الأوراس والقبائل، وما بين 18 - 24 أفريل 1955 شاركت جبهة التحرير الوطني في مؤتمر باندونغ وهو ما اعتبر أول انتصار دبلوماسي تحققه الثورة.
تاريخ 23 أفريل 1955 شهد ظهور «اليد الحمراء» وهي الملشيات التي شكلها المستوطنون الفرنسيون لخطف وتعذيب الجزائريين.
وفي 28 أفريل 1955 وسعت حالة الطوارئ لتشمل بسكرة والوادي، مع تدعيم مجهود حربي فرنسي قُدّر 15 مليار فرنك للقضاء على الثورة في 05 ماي 1955، ليقرر مجلس الوزراء الفرنسي في اليوم الموالي إضافة 40 ألف جندي إلى الجزائر واستدعاء الاحتياطيين لتدعيم المجهود الحربي الفرنسي، في حين صوتت الجمعية العامة للأمم المتحدة لصالح تسجيل القضية الجزائرية في جدول أعمال الدورة القادمة، وفي 01 جوان 1955 جاك سوستال يعلن عن إصلاحات في الجزائر قصد إضعاف الثورة.
وفي 13 جوان 1955 تندلع معركة «الحميمة الأولى» في الولاية الأولى، وفي شهر جوان 1955 انطلقت عملية «فيوليت» بالأوراس، وفي 04 جويلية 1955 ظهر ميلاد الاتحاد العام للطلبة المسلمين الجزائريين ليضرب التجار الجزائريين في اليوم الموالي 05 جويلية 1955 في الذكرى 125 للاحتلال، وفي 16 جويلية 1955 يقرر أعضاء اللجنة المركزية لحركة انتصار الحريات الديمقراطية الالتحاق بجبهة التحرير وحل حركتهم، وفي 07 أوت 1955 يصدر تمديد حالة الطوارئ بالجزائر لستة أشهر، وفي 20 أوت 1955 يبدأ الهجوم الشامل بمنطقة الشمال القسنطيني.
دارت الحرب بين الجيش الفرنسي والثوار الجزائريين بعديد من التنظيمات التي إتحدت جلها لتصير جبهة التحرير وجيش التحرير، الذين استخدموا حرب العصابات بصفتها الوسيلة الأكثر ملاءمة لمحاربة قوة جرَّارة مجهزة أكبر تجهيز، خصوصاً وأن الثوار لم يكونوا يملكون تسليحاً معادلاً لتسليح الفرنسيين. استخدم الثوار الجزائريون الحرب البسيكولوجية بصفة متكاملة مع العمليات العسكرية.
كان الجيش الفرنسي يتكون من قوات الكوماندوز والمظليين والمرتزقة متعددة الجنسيات، وقوات حفظ الأمن، وقوات الاحتياط، والقوات الإضافية من السكان الأصليين أو من أطلق عليهم اسم الحركة. حظت قوات جيش التحرير الوطني التابعة للفرع العسكري من جبهة التحرير الوطني على تأييد الشعب الجزائري الكامل، بل والجالية الجزائرية في المهجر، وخاصة في فرنسا.
انتهت الحرب بإعلان استقلال الجزائر في 5 جويلية 1962، وهو نفس التاريخ الذي أعلن فيه احتلال الجزائر في سنة 1830. وقد تلا إعلان الاستقلال الجنرال شارل ديغول عبر التلفزيون، مخاطباً الشعب الفرنسي. جاءَ الاستقلال نتيجة استفتاء تقرير المصير للفاتح من جويلية، المنصوص علية في اتفاقيات إيفيان في 18 مارس 1962، وأعلن على إثره ميلاد الجمهورية الجزائرية في 25 سبتمبر ومغادرة مليون من الفرنسيين المعمّرين بالجزائر منذ سنة 1830م.

## الخلفية

### المقاومة الشعبية
منذ بداية احتلال فرنسا للجزائر في 5 يوليو 1830، قاوم الجزائريون المحتل عبر العديد من الثورات والتي كان أهمها مقاومة الأمير عبد القادر (1832- 1847):33 ومقاومة أحمد باي (1837 – 1848):50 ومقاومة الزعاطشة :66 (1848- 1849) و انتفاضة الناصر بن شهرة (1851-1875), مقاومة سيدي لز ق بلحاج 1864 ومقاومة الشيخ المقراني (1871- 1872) ومقاومة الشيخ بوعمامة (1881-1883) ومقاومة الطوارق (1881- 1919) وغيرها.

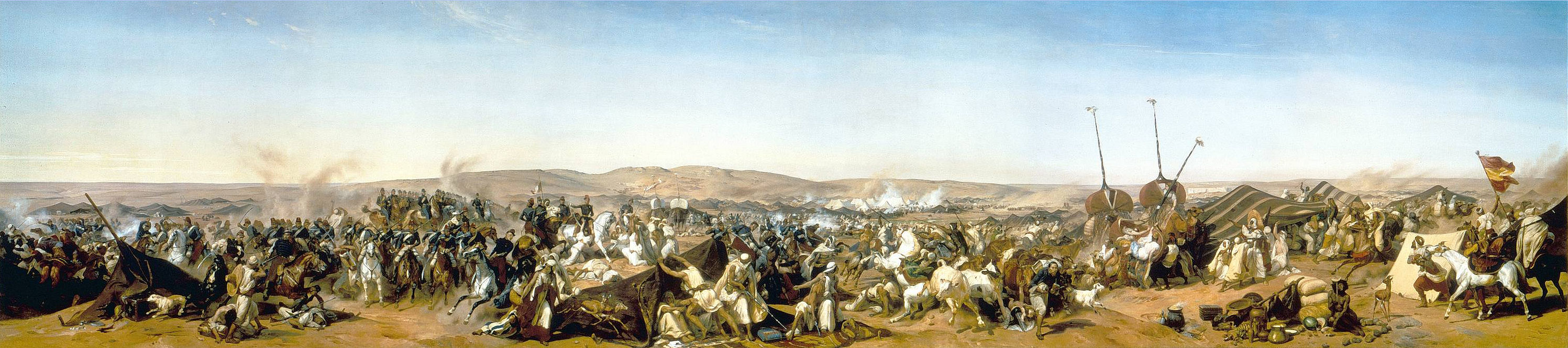
معركة الزمالة 1843

### قوانين التمييز
في يونيو1881 م صدر قانون الأهالي "الأنديجينا الذي يمنح الجزائريين المسلمين وضعا قانونيا مذلاً يتيح للمستعمر حق ترحيلهم أو يفرض عليهم عقوبات خارجة .
أدى تعديل قانون الجنسية الفرنسية عام 1889م  إلى تحديد شروط صارمة للحصول على الجنسية الفرنسية، مما حرم العديد من المسلمين الجزائريين من الحصول عليها، وهو ما تسبب في تمييز واضطهاد للمسلمين الجزائريين في الأمور الاجتماعية والاقتصادية والسياسية.

### النضال السياسي

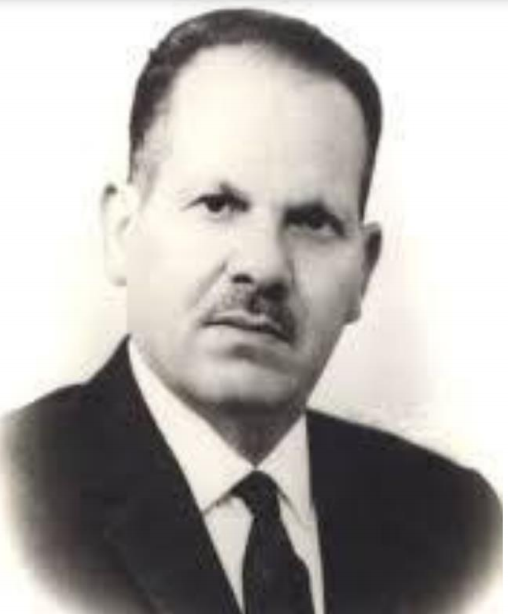
عبد القادر الحاج علي أول رئيس حزب نجم شمال إفريقيا

ساد الهدوء نسبيا بعد سيطرة الاستعمار الفرنسي لكامل التراب الجزائري أوائل القرن العشرين، وتحولت المقاومة إلى مقاومة سياسية.
عرفت الجزائر قبيل الحرب العالمية الأولى نشاط حركة النخبة الجزائرية التي بدأت سعيها في إطار الأبوة الفرنسية، برغم جدية أمالها بعد صدور قانون التجنيد الإجباري في 3 فبراير 1912 والذي أصبح حديث الساعة بين كافة الجزائريين مع اختلاف مشاربها الثقافية والسياسية بما فيهم الطبقة الشعبية البسيطة، ووجد أعضاء لجنة الدفاع عن مصالح المسلمين الجزائريين التي تأسست في العاصمة سنة 1908 نفسها وكأنها موكلة للدفاع عن الجزائريين أمام عنصرية قانون التجنيد، وتعسف بنوده الخاصة بالجزائريين مقارنة بما يطبق على الفرنسيين.
طالب العديد من القادة الجزائريين فرنسا بالحق في المساواة أو الاستقلال، أُنشأت عدة أحزاب كُتبت العديد من الكتيبات للدفاع عن حقوق الجزائريين، راقبت أجهزة الشرطة الفرنسية معظم شخصيات الحركة الجزائرية عن كثب، ونُفي البعض الآخر إلى دول أخرى مثل الأمير خالد الحسني بن الهاشمي إلى مصر ثم إلى سوريا.
ساعدت التنظيمات السياسية على نمو إلى تطور إرادة الشعب إلى العمل المسلح العسكري، مثل حركة نجم شمال إفريقيا الذي ظهرت في سنة 1926 في باريس بقيادة مصالي الحاج، انتقل هذا التنظيم إلى الجزائر سنة 1933-1935 وتحول إلى حزب الشعب الجزائري سنة 1937 ثم إلى حركة انتصار الحريات الديمقراطية سنة 1946 ثم سنة 1947 أُسست المنظمة الخاصة داخل الحركة وهي منظمة سرية عسكرية مكونة من بعض مناضلي الحزب وكان هدفها القيام بعمليات عسكرية وتُعد المهد الذي تولدت منه المجموعة التي فجّرت الثورة في سنة 1954.

### مجازر 8 ماي 1945

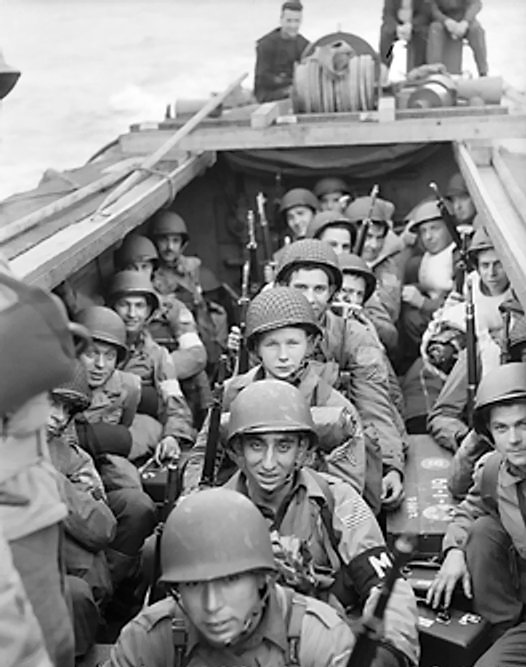
الإنزال الأمريكي بوهران

مع اندلاع الحرب العالمية الثانية، طالبت فرنسا النخب الجزائرية بإعلان تأييدهم لها والدعوة إلى القتال إلى جانبها، وهو أمر لم يلق حماسا لدى الجزائريين الذين عانوا من سياسات فرنسا الاستعمارية في الجزائر التي لم تتغير منذ القرن التاسع عشر. ظلت قياداتهم الدينية على الحياد معتبرة الحرب ليست حرب الجزائريين، وأعلن حزب الشعب الجزائري رفضه للتجنيد. على الجانب الآخر أيد جزء من النخبة الجزائرية الوقوف إلى جانب فرنسا وتطوع للقتال، وفرضت السلطات الفرنسية قانون الطوارئ وحظرت الأنشطة السياسية، ونجحت في تجنيد جزائريين للقتال. بعد استسلام فرنسا حاول الجزائريون التفاوض مع حكومة فيشي من أجل الحصول على حقوق سياسية، إلا أنها ماطلت الجزائريين الذين تخوفوا من تقسيم الجزائر بين حكومة فيشي ودول المحور. استجاب جزء من النخب الجزائرية لميثاق الأطلسي الذي وقعه روزفلت وتشرشل واعدين الشعوب بالحرية بعد هزيمة ألمانيا النازية، ومال حزب الشعب الجزائري بقيادة فرحات عباس إلى اتخاذ صف الحلفاء للاستفادة من ضعف فرنسا والوعود الأمريكية البريطانية، وجرت مراسلات مع القنصل الأمريكي حول سبل تطبيق الميثاق الأطلسي في الجزائر.

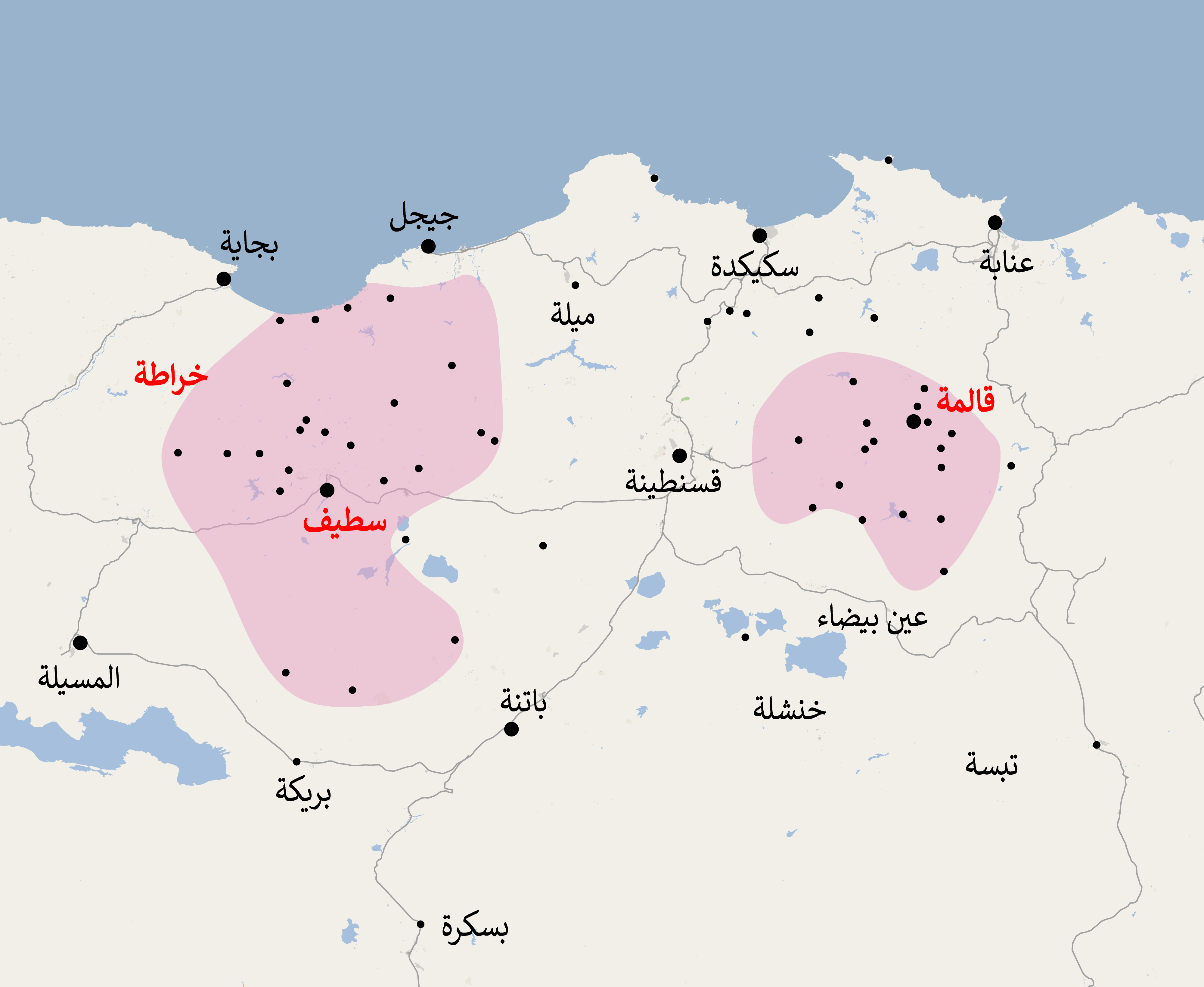
مواقع مجازر سطيف قالمة خراطة

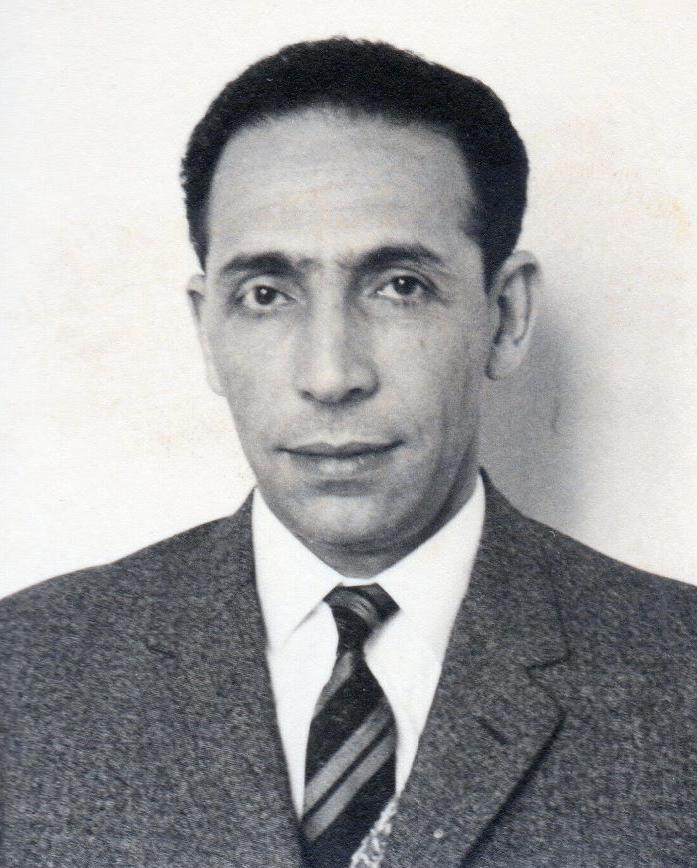
محمد بوضياف

اتضح للجزائريين زيف هذه الوعود بعد نزول قوات الحلفاء في قسنطينة نوفمبر 1942 وسقوط حكومة فيشي هناك، حيث وقف الحلفاء على الحياد في الشأن الجزائري الفرنسي ورفضت فرنسا التفاوض مع الجزائريين الذين طالبوا بإصلاحات سياسية تتضمن المساواة والحريات السياسية والعدالة الاجتماعية مقابل مشاركتهم في الحرب إلى جانب فرنسا. مع تعنت الفرنسيين والحلفاء أجرى فرحات وحزب الشعب اتصالات مع زعماء التنظيمات السياسية الوطنية والنواب والعلماء، مثل مصالي الحاج والبشير الإبراهيمي واتفقوا على نشر ميثاق جديد حرره فرحات عباس، يتضمن «مطالب الشعب الجزائري»، صدر في 10 فيفري 1943، وسُلّم إلى الوالي العام الفرنسي بالجزائر، مارسيل بيروتون، ونسخا لممثلي حكومة فرنسا الحرة وممثلي بريطانيا والولايات المتحدة الأمريكية.(ص.7، 11-18)(ص.29-39)
كانت الجهود مبذولة بين أعضاء أحباب البيان والحرية لتنسيق العمل وتكوين جبهة موحدة، وكانت هناك موجة من الدعاية انطلقت منذ يناير 1945 تدعو الناس إلى التحمس لمطالب البيان. وقد انعقد مؤتمر لأحباب البيان أسفرت عنه المطالبة بإلغاء نظام البلديات المختلطة والحكم العسكري في الجنوب وجعل اللغة العربية لغة رسمية، ثم المطالبة بإطلاق سراح مصالي الحاج.وقد أدى هذا النشاط الوطني إلى تخوف الفرنسيين وحاولوا توقيفه عن طريق اللجان التي تنظر إلى الإصلاح. أسفرت هذه المطالبات على مجازر 8 مايو 1945.
وكانت هذه المجازر من بين الأحداث التي ساهمت في نشر الوعي السياسي والاجتماعي في الجزائر، ومن الممكن اعتبارها بداية للحركة الوطنية في البلاد.

### المفصل
ظهر سنة 1953 انشقاق داخل حركة انتصار الحريات الديمقراطية بين رئيس الحركة مصالي الحاج وبين أعضاء اللجنة المركزية للحركة هذا الانشقاق أحدث أزمة كبيرة وكان سببا في شلل الحركة والمناضلون في المنظمة الخاصة وفي هذه الأثناء كانوا متابعين من طرف السلطات الاستعمارية ومشردين يتسترون وينتقلون من مكان لآخر قام مناضل من بين الأعضاء وهو بالاتصال محمد بوضياف مع بعض قيادي اللجنة المركزية منهم لحول حسين ومحمد دخلي وسيد عبد الحميد بتكوين لجنة أعطي لها اسم اللجنة الثورية للوحدة والعمل هدفها توحيد صفوف الحركة المنقسمة والدفع بها إلى القيام بالثورة ولكن هذه المساعي باءت بالفشل.
بعدها سعى بوضياف إلى جمع ما أمكن من مناضلي المنظمة الخاصة المشردين وتمكن من الاتصال بواحد وعشرين منهم وجمعهم في المدينة في بيت المناضل إلياس دريش في شهر يوليو 1954 وقرروا القيام بالثورة فكانت البداية.

## التحضير للثورة
في 23 جوان 1954 تم هذا الاجتماع بمنزل إلياس دريش بحيّ المدينة وحضر كل من المناضلين: باجي مختار، عثمان بلوزداد، رمضان بن عبد المالك، مصطفى بن عودة، مصطفى بن بو العيد، العربي بن مهيدي، لخضر بن طوبال، رابح بيطاط، زبير بوعجاج، سليمان بو علي، بلحاج بوشعيب، محمد بوضياف، عبد الحفيظ بوصوف، ديدوش مراد، عبد السلام حبشي، عبد القادر العمودي، محمد مشاطي، سليمان ملاح، محمد مرزوقي، بو جمعة سويداني، زيغود يوسف.
تم هذا الاختيار بالمشاورة بين بوضياف وديدوش مراد وبن مهيدي المتواجدين في مدينة الجزائر، وأخذوا بالعتبار التمثيل المنصف لجميع مناطق الوطن ونظرا لضيق الوقت وصعوبة التنقل لم يكن الاتصال بجميع المناضلين الذين تمّ اختيارهم.
وعُين بالإجماع مصطفى بن بو العيد رئيسا للاجتماع ثم قدّم بوضياف عرضا شاملا لأساب الفشل الذي آلت إليه اللجنة الثورية للوحدة والعمل وختم قوله بأنه لم يبق هناك حلّ إلاّ القيام بالثورة، ثّم استعراض شامل من طرف جميع الحاضرين للإمكانيات المادية والبشرية وخصوصا السلاح المتوفر فتبين أنّ السلاح قليل والكثير منه عبارة عن بنادق صيد ومسدّسات وبعض المفرقعات وعدد قليل من بنادق حرب وأنّ عدد المناضلين لا يتجاوز ألفا وخمسمائة عبر جميع التراب الوطني.
واتفق الجمع بالأغلبية على القيام بالثورة عاجلا دون تمهل وسطروا الأهداف الأولى وهي الحصول على عدد كبير من الأسلحة عن طريق الهجوم على ثكنات العدو وتجنيد المناضلين وراء الثورة وعلى كل واحد الشروع في ناحيته للتحضير لهذا الحدث العظيم.
وبعد كل المناقشات التي دارت بين الجماعة في الأخير عُيّن مصطفى بن بولعيد لمواصلة التحضير ولكنه تنازل وكلف بوضياف، قام بوضياف بتعيين لجنة متكونة من بولعيد وبوضياف وبن مهيدي وديدوش وبيطاط للقيام بالمهام التالية:
- تعيين منسق للثورة على أنّ المبدأ الذي يجب أن تسير عليه الثورة هو القيادة الجماعية والابتعاد عن الزعامة الفردية.
- الاتصال بكريم بلقاسم وجماعة القبائل الذين لم يحضروا الاجتماع لإقناعهم بالانضمام إلى الثورة.
- تحديد تاريخ اندلاع الثورة.

### اجتماع بولوغين
في شهر أكتوبر 1954 وقع اجتماع في منزل بوقشورة بحي (pointe pescade) رايس حميدو بعد أن تمّ الاتصال بكريم بلقاسم وموافقته على الانضمام إلى الجماعة للقيام بالثورة وحضر في هذا الاجتماع من يعرفون بمجموعة الستة وهم: بوضياف، مصطفى بن بوالعيد، العربي بن مهيدي، مراد ديدوش، رابح بيطاط وكريم بلقاسم وقد تمّ الاتفاق على القرارات التالية:
- تعيين بوضياف منسقا للثورة
- تقسيم التراب الجزائري إلى ستّ مناطق وتعيين المسؤولين على هذه المناطق وهم:
- مصطفى بن بوالعيد على المنطقة الأولى (الأوراس) وهو يختار خليفته وكان شيهاني البشير.
- مراد ديدوش على المنطقة الثانية (شمال قسنطينة) ونائبه يوسف زيغود وبعده مختار باجي والأخضر بن طوبال.
- بلقاسم كريم على المنطقة الثالثة (القبائل) ونائبه أعمر أوعمران.
- رابح بيطاط على المنطقة الرابعة (وسط الجزائر) ونائبه بوجمعة سويداني.
- العربي بن مهيدي على المنطقة الخامسة (وهران) ونائبه عبد الحفيظ بوصوف.

والمنطقة السادسة (الجنوب والصحراء) أجّل تعيين المسؤول عليها.
1. حدّد تاريخ اندلاع الثورة بفاتح نوفمبر 1954 على الساعة الصفر يعني ليلة 31 أكتوبر في جميع المناطق بدون تأخير أو تقديم على الوقت المحدّد.
2. كلّف بوضياف بتبليغ هذه القرارات إلى الإخوة الثلاثة الموجودين في القاهرة بعد طردهم من الجزائر من طرف السلطات الاستعمارية بسبب نشاطهم الثوري وهم أحمد بن بلة ومحمد خيضر وحسين أيت أحمد.
3. إصدار بيان موجّه للرأي العام الجزائري والعالمي يخبر باندلاع الثورة وبتحديد هدفها وبميلاد حركة تسمّى جبهة التحرير الوطني وهو نداء فاتح نوفمبر.
4. اتفق الجميع على أنّ تحديد الأهداف التي يقع عليها الهجوم يتكفل به مسؤول المنطقة بمساعدة نوابه وهي ترمي إلى تحقيق هدفين أساسيين وهما الإعلان عن قيام الثورة وجمع ما أمكن من السلاح من عند العدو.

### بيان فاتح نوفمبر
واقترانا بهذه العمليات المسلحة وزّع منشور، كتبه الصحفي محمد العيشاوي في بيت المناضلين رابح إيدير وأعمر بن رمضاني في قرية إيغيل إيمولا، وهو «بيان أول نوفمبر 1954م» ينص على النقاط التالية:
1. الإعلان عن قيام الثورة ضدّ الاستعمار وميلاد (جبهة التحرير الوطني) لقيادتها.
2. شرح الأسباب التي دفعت إلى القيام بهذه الثورة وخاصة منها الأزمة التي عرفها حزب الشعب وانقسامه بين المصاليين والمركزيين.
3. هدف الثورة هو استرجاع السيادة الوطنية المتمثلة في استقلال الجزائر.
4. الهدف الألي هو توحيد الشعب الجزائري وراء جبهة التحرير الوطني ثم التعريف بالققضية الجزائرية في الخارج.
5. استعمال جميع الوسائل السياسية والعسكرية للوصول إلى هذا الهدف.

بسم الله الرّحمن الرّحيم
نداء إلى الشعب الجزائري
هذا هو نص أول نداء وجهته الكتابة العامة لجبهة التحرير الوطني
إلى الشعب الجزائري في أول نوفمبر 1954

" أيها الشعب الجزائري،
أيها المناضلون من أجل القضية الوطنية،
أنتم الذين ستصدرون حكمكم بشأننا ـ نعني الشعب بصفة عامة، والمناضلون بصفة خاصة ـ نُعلمُكم أن غرضنا من نشر هذا الإعلان هو أن نوضح لكُم الأسْباَبَ العَميقة التي دفعتنا إلى العمل، بأن نوضح لكم مشروعنا والهدف من عملنا، ومقومات وجهة نظرنا الأساسية التي دفعتنا إلى الاستقلال الوطني في إطار الشمال الإفريقي، ورغبتنا أيضا هو أن نجنبكم الالتباس الذي يمكن أن توقعكم فيه الإمبريالية وعملاؤها الإداريون وبعض محترفي السياسة الانتهازية.
فنحن نعتبر قبل كل شيء أن الحركة الوطنية ـ بعد مراحل من الكفاح ـ قد أدركت مرحلة التحقيق النهائية. فإذا كان هدف أي حركة ثورية ـ في الواقع ـ هو خلق جميع الظروف الثورية للقيام بعملية تحريرية، فإننا نعتبر الشعب الجزائري في أوضاعه الداخلية متحدا حول قضية الاستقلال والعمل، أما في الأوضاع الخارجية فإن الانفراج الدولي مناسب لتسوية بعض المشاكل الثانوية التي من بينها قضيتنا التي تجد سندها الديبلوماسي وخاصة من طرف إخواننا العرب والمسلمين.
إن أحداث المغرب وتونس لها دلالتها في هذا الصدد، فهي تمثل بعمق مراحل الكفاح التحرري في شمال إفريقيا. ومما يلاحظ في هذا الميدان أننا منذ مدة طويلة أول الداعين إلى الوحدة في العمل. هذه الوحدة التي لم يتح لها مع الأسف التحقيق أبدا بين الأقطار الثلاثة.
إن كل واحد منها اندفع اليوم في هذا السبيل، أما نحن الذين بقينا في مؤخرة الركب فإننا نتعرض إلى مصير من تجاوزته الأحداث، وهكذا فإن حركتنا الوطنية قد وجدت نفسها محطمة، نتيجة لسنوات طويلة من الجمود والروتين، توجيهها سيئ، محرومة من سند الرأي العام الضروري، قد تجاوزتها الأحداث، الأمر الذي جعل الاستعمار يطير فرحا ظنا منه أنه قد أحرز أضخم انتصاراته في كفاحه ضد الطليعة الجزائرية.
إن المرحلة خطيرة.
أمام هذه الوضعية التي يخشى أن يصبح علاجها مستحيلا، رأت مجموعة من الشباب المسؤولين المناضلين الواعين التي جمعت حولها أغلب العناصر التي لا تزال سليمة ومصممة، أن الوقت قد حان لإخراج الحركة الوطنية من المأزق الذي أوقعها فيه صراع الأشخاص والتأثيرات لدفعها إلى المعركة الحقيقية الثورية إلى جانب إخواننا المغاربة والتونسيين.
وبهذا الصدد، فإننا نوضح بأننا مستقلون عن الطرفين اللذين يتنازعان السلطة، إن حركتنا قد وضعت المصلحة الوطنية فوق كل الاعتبارات التافهة والمغلوطة لقضية الأشخاص والسمعة، ولذلك فهي موجهة فقط ضد الاستعمار الذي هو العدو الوحيد الأعمى، الذي رفض أمام وسائل الكفاح السلمية أن يمنح أدنى حرية.
و نظن أن هذه أسباب كافية لجعل حركتنا التجديدية تظهر تحت اسم : جبهة التحرير الوطني.
و هكذا نستخلص من جميع التنازلات المحتملة، ونتيح الفرصة لجميع المواطنين الجزائريين من جميع الطبقات الاجتماعية، وجميع الأحزاب والحركات الجزائرية أن تنضم إلى الكفاح التحرري دون أدنى اعتبار آخر.
ولكي نبين بوضوح هدفنا فإننا نسطر فيما يلي الخطوط العريضة لبرنامجنا السياسي.
الهدف: الاستقلال الوطني بواسطة:
1 ـ إقامة الدولة الجزائرية الديمقراطية الاجتماعية ذات السيادة ضمن إطار المبادئ الإسلامية.
2 ـ احترام جميع الحريات الأساسية دون تمييز عرقي أو ديني.
الأهداف الداخلية: 1 ـ التطهير السياسي بإعادة الحركة الوطنية إلى نهجها الحقيقي والقضاء على جميع مخلفات الفساد وروح الإصلاح التي كانت عاملا هاما في تخلفنا الحالي.
2 ـ تجميع وتنظيم جميع الطاقات السليمة لدى الشعب الجزائري لتصفية النظام الاستعماري.
الأهداف الخارجية: 1 ـ تدويل القضية الجزائرية
2 ـ تحقيق وحدة شمال إفريقيا في داخل إطارها الطبيعي العربي والإسلامي.
3 ـ في إطار ميثاق الأمم المتحدة نؤكد عطفنا الفعال تجاه جميع الأمم التي تساند قضيتنا التحريرية.
وسائل الكفاح:
انسجاما مع المبادئ الثورية، واعتبارا للأوضاع الداخلية والخارجية، فإننا سنواصل الكفاح بجميع الوسائل حتى تحقيق هدفنا.
إن جبهة التحرير الوطني، لكي تحقق هدفها يجب عليها أن تنجز مهمتين أساسيتين في وقت واحد وهما: العمل الداخلي سواء في الميدان السياسي أو في ميدان العمل المحض، والعمل في الخارج لجعل القضية الجزائرية حقيقة واقعة في العالم كله، وذلك بمساندة كل حلفائنا الطبيعيين.
إن هذه مهمة شاقة ثقيلة العبء، وتتطلب كل القوى وتعبئة كل الموارد الوطنية، وحقيقة إن الكفاح سيكون طويلا ولكن النصر محقق.
وفي الأخير، وتحاشيا للتأويلات الخاطئة وللتدليل على رغبتنا الحقيقة في السلم، وتحديدا للخسائر البشرية وإراقة الدماء، فقد أعددنا للسلطات الفرنسية وثيقة مشرفة للمناقشة، إذا كانت هذه السلطات تحدوها النية الطيبة، وتعترف نهائيا للشعوب التي تستعمرها بحقها في تقرير مصيرها بنفسها.
1 - الاعتراف بالجنسية الجزائرية بطريقة علنية ورسمية، ملغية بذلك كل الأقاويل والقرارات والقوانين التي تجعل من الجزائر أرضا فرنسية رغم التاريخ والجغرافيا واللغة والدين والعادات للشعب الجزائري.
2 - فتح مفاوضات مع الممثلين المفوضين من طرف الشعب الجزائري على أسس الاعتراف بالسيادة الجزائرية وحدة لا تتجزأ.
3 - خلق جو من الثقة وذلك بإطلاق سراح جميع المعتقلين السياسيين ورفع الإجراءات الخاصة وإيقاف كل مطاردة ضد القوات المكافحة.
وفي المقابل:
1 - فإن المصالح الفرنسية، ثقافية كانت أو اقتصادية والمحصل عليها بنزاهة، ستحترم وكذلك الأمر بالنسبة للأشخاص والعائلات.
2 - جميع الفرنسيين الذين يرغبون في البقاء بالجزائر يكون لهم الاختيار بين جنسيتهم الأصلية ويعتبرون بذلك كأجانب تجاه القوانين السارية أو يختارون الجنسية الجزائرية وفي هذه الحالة يعتبرون كجزائريين بما لهم من حقوق وما عليهم من واجبات.
3 - تحدد الروابط بين فرنسا والجزائر وتكون موضوع اتفاق بين القوتين الاثنتين على أساس المساواة والاحترام المتبادل.
أيها الجزائري، إننا ندعوك لتبارك هذه الوثيقة، وواجبك هو أن تنضم لإنقاذ بلدنا والعمل على أن نسترجع له حريته، إن جبهة التحرير الوطني هي جبهتك، وانتصارها هو انتصارك.
أما نحن، العازمون على مواصلة الكفاح، الواثقون من مشاعرك المناهضة للإمبريالية، فإننا نقدم للوطن أنفس ما نملك."
فاتح نوفمبر 1954
الأمانة الوطنية.

## اندلاع الحرب
كان زعماء الثورة على اتصال من الأحداث وتطورها دوليا، والشعب الجزائري يصله أخبار الشعوب التي استقلت حديثا وظهرت إلى الوجود بعد الحرب العالمية الثانية كالثورة التونسية عام 1952 والثورة مغرب الأقصى عام 1953 والثورة المصرية عام 1952؛ الوطن العربي كله يتأجج في حالة ثورة واشتعال، انتشرت موجة التحرير في العالم الثالث في فترة ما بعد الحرب العالمية الثانية وحصل كثير من الدول على الاستقلال؛ كان هذا عاملا قويا لاندلاع الثورة الجزائرية.
لقد تم وضع اللمسات الأخيرة للتحضير لاندلاع الثورة التحريرية في 23 مارس 1954 بميلاد اللجنة الثورية للوحدة والعمل واصدارها مجلة «الوطني» وفي 17 جوان 1954 عقدت لجنة الإثني والعشرين (22) اجتماعا بمنزل الياس دريش بحي المدنية في مدينة الجزائر اين تقرر خلاله تفجير الثورة التحريرية. في 23 أكتوبر 1954 لجنة الستة (06) تعقد اجتماع في حي رايس حميدو بالجزائر لتوسيع مهام وتحديد المهام وفي 01 نوفمبر 1954 تقرر اندلاع الثورة التحريرية
بنداء 01 نوفمبر 1954 حيث دعا النداء إلى استقلال الجزائر واسترجاع السيادة الوطنية وإنشاء دولة ديمقراطية اجتماعية في إطار المبادئ الإسلامية. وتم إنشاءجبهة التحرير الوطني وجناحها العسكري المتمثل في جيش التحرير الوطني. وتهدف المهمة الأولى للجبهة إلى الاتصال بجميع التيارات السياسية المكونة للحركة الوطنية قصد حثها على الالتحاق بمسيرة الثورة، وتجنيد الجماهير للمعركة الحاسمة ضد المستعمر الفرنسي
تحديد تاريخ اندلاع الثورة التحريرية : كان اختيار ليلة الأحد إلى الاثنين أول نوفمبر 1954 كتاريخ انطلاق العمل المسلح يخضع لمعطيات تكتيكية - عسكرية، منها وجود عدد كبير من جنود وضباط جيش الاحتلال في عطلة نهاية الأسبوع يليها انشغالهم بالاحتفال بعيد مسيحي، وضرورة إدخال عامل المباغتة.
تحديد خريطة المناطق وتعيين قادتها بشكل نهائي، ووضع آخر اللمسات لخريطة المخطط الهجومي في ليلة أول نوفمبر.
كل هذا بعد أن عرف الشعب الجزائري ان المستعمر الفرنسي لا يهمه المقاومة السياسية بل استعمال القوة وأن تحرير الجزائر ليس بالامر المستحيل.

## خريطة أهم عمليات أول نوفمبر 1954
- المنطقة الأولى - الأوراس مصطفى بن بولعيد
- المنطقة الثانية - الشمال القسنطيني: ديدوش مراد
- المنطقة الثالثة - القبائل: كريم بلقاسم
- المنطقة الرابعة - الوسط: رابح بيطاط
- المنطقة الخامسة - الغرب الوهراني: العربي بن مهيدي
- تحديد كلمة السر لليلة أول نوفمبر 1954 : و لم تثبت استعمال كلمه عقبه و خالد الا من طرف قومين العروبين لكي ينسبو ثورتهم لهم

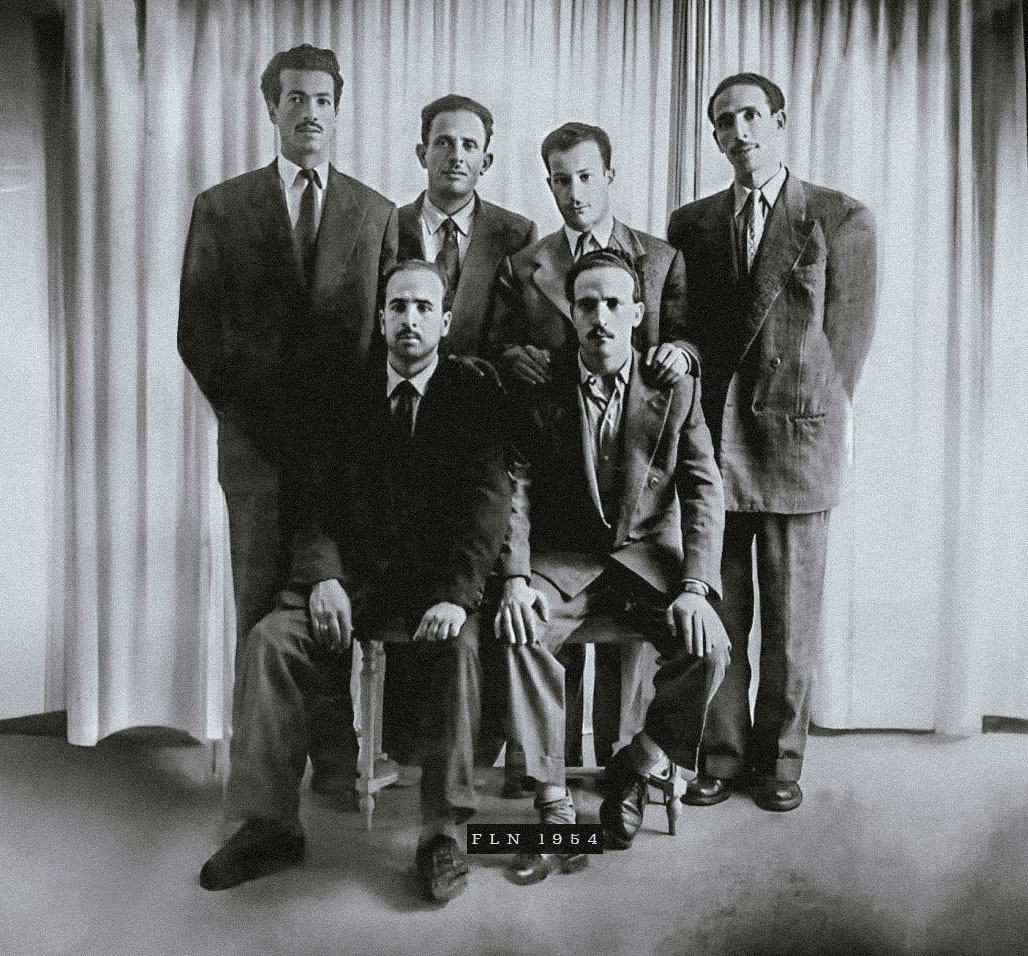
القادة الستة لحزب جبهة التحرير الوطني عام 1954.

اندلعت ثورة التحرير الجزائرية في 1 نوفمبر 1954 ضد الاستعمار الفرنسي الذي احتلّ البلاد منذ سنة 1830 (احتلال دام 132 سنة)، ودامت ثورة التحرير الجزائرية طيلة سبعة سنوات ونصف من الكفاح المسلح والعمل السياسي، وانتهت بإعلان استقلال الجزائر يوم 5 جويلية 1962 بعد أن سقط فيها أكثر من مليون ونصف مليون قتيل جزائري.
دارت الحرب بين الجيش الفرنسي والثوار الجزائريين، الذين استخدموا حرب العصابات بصفتها الوسيلة الأكثر ملاءمة لمحاربة قوة جرَّارة مجهزة أكبر تجهيز، خصوصاً وأن الثوار لم يكونوا يملكون تسليحاً معادلاً لتسليح الفرنسيين. استخدم الثوار الجزائريون الحرب البسيكولوجية بصفة متكاملة مع العمليات العسكرية.
كان الجيش الفرنسي يتكون من قوات الكوماندوز والمظليين والمرتزقة متعددة الجنسيات، وقوات حفظ الأمن، وقوات الاحتياط، والقوات الإضافية من السكان الأصليين أو من أطلق عليهم اسم الحركة. حظت قوات جيش التحرير الوطني التابعة للفرع العسكري من جبهة التحرير الوطني على تأييد الشعب الجزائري الكامل، بل والجالية الجزائرية في المهجر، وخاصة في فرنسا.
انتهت الحرب بإعلان استقلال الجزائر في 5 جويلية 1962، وهو نفس التاريخ الذي أعلن فيه احتلال الجزائر في سنة 1830. وقد تلا إعلان الاستقلال الجنرال شارل ديغول عبر التلفزيون، مخاطباً الشعب الفرنسي. جاءَ الاستقلال نتيجة استفتاء تقرير المصير للفاتح من جويلية، المنصوص علية في اتفاقيات إيفيان في 18 مارس 1962، وأعلن على إثره ميلاد الجمهورية الجزائرية في 25 من سبتمبر ومغادرة مليون من الفرنسيين المعمّرين بالجزائر منذ سنة 1830.

## دور المرأة
شهدت ثورة التحرير الجزائرية دوراً كبيراً للمرأة التي شاركت في مختلف المجالات والمهام التي تطلبتها الثورة، منها دور المقاتلة والجاسوسة والممولة والممرضة والطاهية بل كذلك الفدائية، فضلاً عن دورهن في نقل الأسلحة وجمع المعلومات عن تحركات الجيش الفرنسي.

## الدعم المصري للثورة الجزائرية
قامت مصر خلال الخمسينات والستينات بتبني قضية الجزائر وتدعيمها؛ حيث أكد كريستيان بينو (وزير خارجية فرنسا وقتئذ) أن التمرد في الجزائر لا تحركه سوى المساعدات المصرية، فإذا توقفت هذه المساعدات فإن الأمور كلها سوف تهدأ؛ لوجود مليون مستوطن فرنسي في الجزائر، ولأن فرنسا اعتبرت الجزائر جزءًا لا يتجزأ من فرنسا. مما ترتب عليه اشتراك فرنسا في العدوان الثلاثي على مصر. ولهذا أصدرت جبهة التحرير الوطني الجزائرية بيانًا قالت فيه:
| ثورة التحرير الجزائرية | لا ينسى أي جزائري أن مصر الشقيقة تعرّضت لعدوان شنيع كانت فيه ضحية تأييدها للشعب الجزائري المناضل. ولا ينسى أي جزائري أن انتصار الشعب المصري في معركة بورسعيد التاريخية ليس إلا انتصار لواجهة من واجهات القتال العديدة التي تجري في الجزائر منذ ثمانية وثلاثين شهرًا، وأن الشعب الجزائري المنهمك في معركته التحريرية الكبرى ليبعث إلى الشعب المصري الشقيق وبطله الخالد جمال عبد الناصر بأصدق عواطف الأخوة والتضامن، وعاشت العروبة حرة خالدة، وعاش العرب تحت راية الاستقلال والعزة والمجد. | ثورة التحرير الجزائرية |

وقال العقيد سي الحواس قائد الولاية السادسة أثناء حرب التحرير الجزائرية:
| ثورة التحرير الجزائرية | لو عندنا طائرات لطرنا.. لو عندنا عصافير لطرنا.. لو عندنا بواخر لذهبنا.. إذا انتصرت مصر انتصرت الثورة الجزائرية.. وإذا انهزمت مصر انهزمت الثورة الجزائرية. | ثورة التحرير الجزائرية |

### الدعم العسكري
- دعمت مصر ثورة الجزائر بالسلاح والخبراء[28]، فكانت مصر الداعم الأول والأهم لها.[29] الأمر الذي دفع بن جوريون (أول رئيس وزراء لإسرائيل) إلى قول:

| ثورة التحرير الجزائرية | على أصدقائنا المخلصين في باريس أن يقدّروا أن «عبد الناصر» الذي يهددنا في النقب، وفي عمق إسرائيل، هو نفسه العدو الذي يواجههم في الجزائر. | ثورة التحرير الجزائرية |

- ويؤكد محمد حسنين هيكل أنه تلقت الثورة الجزائرية أكبر شحنة من السلاح المصري أثناء اندلاع القتال على الجبهة المصرية - إبّان العدوان الثلاثي عليها - ضدّ فرنسا وإنجلترا وإسرائيل.[31]
- كانت أول شحنة سلاح وصلت الجزائر مقدمة من مصر وقدرت بحوالي 8000 جنيه.[32][33]
- أهم التدريبات العسكرية الفعالة لجيش التحرير الوطني خارج الجزائر كانت تتم بمصر.[34]

### الدعم السياسي
- كانت القاهرة مقر الحكومة الجزائرية المؤقتة التي تأسست في 19 سبتمبر 1958، فكانت أهم مجالات التنسيق الدبلوماسي الجزائري تتم عن طريق مصر، وانطلقت من القاهرة معظم النشاطات السياسية والدبلوماسية لجبهة التحرير الوطني والحكومة الجزائرية المؤقتة.[35]
- كانت القاهرة مقرًا للجنة تحرير المغرب العربي المكونة من ليبيا، وتونس، والمغرب، والجزائر.[36]
- قامت مصر بتمثيل الجزائر في مؤتمر باندونغ الذي عقد في مايو 1955. كما كان لها دورًا فعال في تمكين الجزائريين من لعب دورًا مؤثرًا في منظمة تضامن الشعوب الأفرو - آسيوية منذ نشأتها بالقاهرة في ديسمبر 1957.[37]
- يقول الكاتب الجزائري إسماعيل دبش في كتابه «السياسة العربية والمواقف الدولية تجاه الثورة الجزائرية»:

| ثورة التحرير الجزائرية | تأييد مصر للقضية الجزائرية ولكل مطالب جبهة التحرير الوطني كان مطلقًا، ومتشددًا، وبدون تحفظ، حتى لو تعلق الأمر بعلاقة مع دولة كبرى لها مصالح حيوية وإستراتيجية معها مثل الاتحاد السوفيتي. ذلك ما عبر عنه الرئيس عبد الناصر في تحذيره إلى خروتشوف الرئيس السوفياتي من الانسياق وراء محاولات دي غول بزيارة حاسي مسعود (منطقة آبار بترولية جزائرية كبرى بالصحراء). | ثورة التحرير الجزائرية |

### الدعم المالي
- كانت أول صفقة سلاح من أوروبا الشرقية بتمويل مصري بلغ حوالي مليون دولار، كما قدمت مصر 75% من الأموال التي كانت تقدمها جامعة الدول العربية للثورة الجزائرية والمقدرة بـ 12 مليون جنيه سنويًا.[39]
- خصصت مصر - بقرار من جمال عبد الناصر - الدخول الأولى من تأميم قناة السويس (بلغت 3 مليارات فرنك فرنسي قديم) للكفاح الجزائري.[40]

### الدعم الفني
وبجانب تقديم الدعم العسكري والسياسي، كان هناك دعم ثقافي وفني؛ فالنشيد الوطني الجزائري من تلحين الموسيقار المصري محمد فوزي، كما قام عبد الحليم حافظ بأداء أغنية بعنوان «الجزائر» تتحدث عن الثورة الجزائرية، وقام المخرج المصري يوسف شاهين بإخراج فيلم جميلة الذي يتحدث عن جميلة بوحيرد وعن الثورة الجزائرية.

## الموقف السعودي من الثورة
لعبت المملكة العربية السعودية دور كبير في جعل الثورة قضية عالمية دولية واخراجها عن كونها قضية متمردين على الدولة الفرنسية إلى ثورة شرعية على محتل.
وسبب ذلك أن الدولة الفرنسية كانت تُفهم العالم أن قضية الجزائر قضية داخلية خاصة بالدولة الفرنسية، فكانت السعودية من أوائل الدول التي تكلمت بالقضية الجزائرية.
- ويقول جميل إبراهيم الحجيلان الأمين السابق لمجلس التعاون لدول الخليج العربي:

| ثورة التحرير الجزائرية | وعندما انتفض الشّعب الجزائري انتفاضته الكبرى في مطلع شهر نوفمبر عام 1954م (1374هـ) بادرت المملكة العربية السعودية بعد شهرين فقط من انطلاق هذه الثورة؛ لتجعل من هذه القضية قضية دولية، لا يمكن للعالم أن يغمض عينيه عنها. وانطلق فيصل يستجمع القوى والأنصار في المحافل الدولية فحوّلها إلى قضية من قضايا مجلس الأمن، ثم انتقل بها إلى الجمعية العامة للأمم المتحدة التي تبنتها واحتضنتها، وتحوّلت ثورة الجزائر في العالم، من تمرد يقوم به العصاة على النظام كما طاب لفرنسا أن تقول، إلى قضية شعب مستعمَر مقهور يطالب بحريته وكرامته | ثورة التحرير الجزائرية |

- وأكد ذلك أحمد طالب الإبراهيمي نجل الشيخ الإبراهيمي بقوله:

| ثورة التحرير الجزائرية | من جانبي أكّدت له -أي الملك فيصل يرحمه الله- أنّنا في الجزائر لا ننسى أنّ الأمير فيصل بن عبدالعزيز أوّل من طالب بتسجيل القضية الجزائريّة في مجلس الأمن برسالة مؤرخة في 5/1/1955م (12/5/1374هـ | ثورة التحرير الجزائرية |

- وقال توفيق المدني الكاتب المعروف ورئيس الوفد الجزائري في وقت الاحتلال وهو يخاطب الملك سعود:

| ثورة التحرير الجزائرية | وإننا لا ننسى ولا تنسى الجزائر المجاهدة أبداً، في حاضرها ومستقبلها، أن يد جلالتكم الكريمة كانت أول يد امتدت إليها بالمساعدة المالية أولاً، وباحتضان قضيتها ثانيًا أمام هيئة الأمم المتحدة | ثورة التحرير الجزائرية |

- قول توفيق المدني في «مذكراته»:

| ثورة التحرير الجزائرية | قصدنا وفد جبهة التحرير في الرياض، كان الاستقبال حارّا، وكانت الضيافة لولا آلام قومنا المبرحة ممتعة، وقابلنا الملك سعود بن عبدالعزيز مقابلة حارة، واستمع إلى كلامي في تفهم عميق، وقال: أبشروا، سيكون لكم بحول الله ما تطمئن إليه قلوبكم، إني أكلِّف بكم وزير المالية، الشيخ محمد سرور الصبان، وإنني أدرس معه كل الإمكانيات، فكونوا على ثقة من أننا نعمل ما يوجبه الله والضمير، كان ذلك يوم 11 ديسمبر 1957م (19/5/1377هـ) | ثورة التحرير الجزائرية |

- قال الصبَان وزير المالية السعودي سابقا:

| ثورة التحرير الجزائرية | الملك قرر أن يفتح الاكتتاب بمبلغ مئة مليون فرنك على أن يكون نصيب الحكومة 250 مليون وهو يضمنها أن يكون الدفع لكم رأسا [يقصد وفد الجبهة] حسبما طلبتم يُوضع في حسابكم بدمشق مهما أردتم سلاحا أو مالا، أو مسعى سياسيا، فاتصلوا بالملك رأسا بواسطة رسالة أو رسول وهو موجود لتحقيق ذلك، حسب الجهد والطاقة | ثورة التحرير الجزائرية |

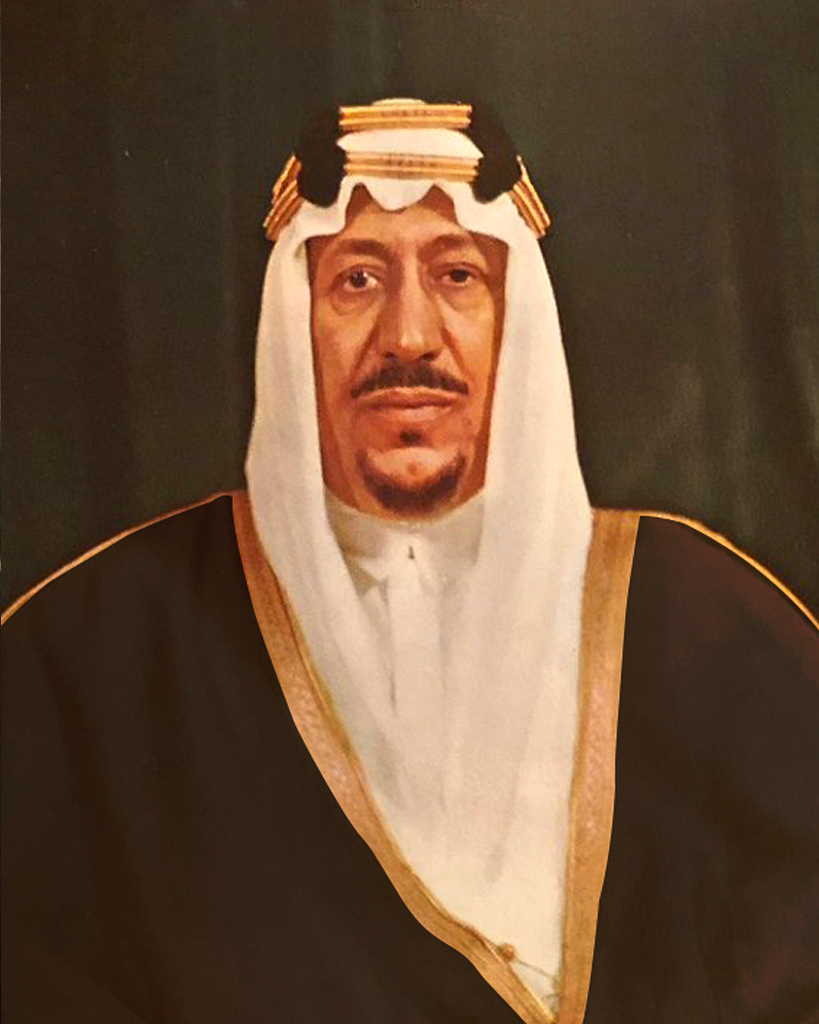
سعود بن عبد العزيز آل سعود

- . وقال الملك سعود لتوفيق المدني بعدما دفع له مليار فرنك فرنس تدعيما للقضية الجزائرية:

| ثورة التحرير الجزائرية | أنتم تدفعون ضريبة الدم، ونحن ندفع ضريبة المال، والله يوفقنا جميعا | ثورة التحرير الجزائرية |

- قررت حينها السعودية قطع العلاقات مع فرنسا حيث يقول الملك سعود في خطاب اذاعي ألقاه:

| ثورة التحرير الجزائرية | إن المملكة العربية السعودية لن تعيد علاقتها الدبلوماسية مع فرنسا إلا بعد استقلال الجزائر، وأكد أنه سيبقى دائما السند المتين للثورة الجزائرية | ثورة التحرير الجزائرية |

- كما خصصت المملكة يوما لجمع التبرعات الشعبية لأهل الجزائر. قال فرحات عباس رئيس الحكومة المؤقتة عام 1961 م للملك سعود:

| ثورة التحرير الجزائرية | لا يسعني يا صاحب الجلالة إلا أن نرفع إلى جلالتكم شكري الصادق، واعتراف وتقدير حكومتي وشعب الجزائر لما بذلتم وتبذلونه في سبيل نصرة قضيتنا التي هي قضية الأمة العربية التي باعتزازها يعز الإسلام. وإن حكومة وشعب صاحب الجلالة الذي ناصر قضيتنا ولا يزال يناصرها منذ البدء لا يستغرب منه أن يظل النصير الأول لقضيتنا العادلة | ثورة التحرير الجزائرية |

- ويزيد أيضاً توفيق المدني من شهاداته الصادقة فيقول بعد الاستقلال:

| ثورة التحرير الجزائرية | قام جلالة الملك سعود حفل عشاء فاخر ممتاز لكل المشاركين في جلسة الجامعة، وعند تناول القهوة أمسك بيدي وكان يحيط بي عدد من رجال الوفود وهنأني تهنئة فائقة بهذه النتيجة التي أوصلنا إليها الجهاد والاستشهاد، وقال بصوت مرتفع: كما كنت أول متبرع للجزائر المجاهدة، فسأكون أول متبرع للجزائر المستقلة، لقد أصدرت أمري بوضع مليار فرنك حالا في حسابكم، وأرجو أن يقتدي بذلك بقية الإخوان | ثورة التحرير الجزائرية |

- وقال الشيخ محمد البشير الإبراهيمي محاكياً الملك فيصل:

| ثورة التحرير الجزائرية | ونحن على كلّ حال نشكر جلالتكم باسم الأمة الجزائرية السّلفيّة المجاهدة، ونهنئها بما هيّأ الله لها من اهتمام جلالتكم بها وبقضاياها، ونعدّ هذا الاهتمام مفتاح سعادتها وخيرها، وآية عناية الله بها، وأُولى الخطوات لتحريرها. أيّدكم الله بنصره وتولاّكم برعايته، ونصر بكم الحق، كما نصر بكم التوحيد، وجعلنا من جنوده في الحق | ثورة التحرير الجزائرية |

- وجاء في رسالة بعثها الشيخ البشير الابراهيمي إلى مفتي المملكة في زمانه محمد بن إبراهيم آل الشيخ:

| ثورة التحرير الجزائرية | نحن نعلم أن المملكة العربية السعودية قامت بواجبها في فترات متباعدة، ولكن ذلك كله كان دون ما يطالبها به الإسلام، لا في المبالغ الحالية التي قدمتها، ولا في المواقيت التي كانت تقدم فيها هاتيك المبالغ، وفضيلتكم تعلمون أن المعونة كالغيث إنما تفعل فعلها وتؤتي ثمرتها إذا جاءت في الوقت المناسب. | ثورة التحرير الجزائرية |

## استقلال الجزائر
1. مقدمة : بناءً على ما تضمنته المادة 17 من الباب الثالث من نصوص اتفاقيات ايفيان الثانية والمتضمن إجراء استفتاء خلال فترة تتراوح من ثلاثة إلى ستة أشهر من تاريخ نشر النص على أن يحدد هذا التاريخ وفقا لاقتراح الهيئة التنفيذية بعد شهرين من تنصيبها.
2. التحضـيرات للاستفتـاء: في إطار صياغة جملة الضمانات والشروط المفصلة بتنظيم الأحكام العامة خلال المرحلة الانتقالية اعتبارا من يوم 19 مارس 1962 (عيد النصر) وبناء على ذلك، واستنادا إلى ما تضمنه نص الجزء الثالث من مواد ضمانات تنظيم الاستفتاء على تقرير المصير والجزء الرابع من الاتفاقيات الذي ينص على تشكيل قوة محلية للأمن غايتها الإشراف على استفتاء تقرير المصير وقد جاءت المواد 19، 20 و21 لتحديد مواصفاتها والصلاحيات التي تضطلع بها، بقي جيش وجبهة التحرير الوطني يستعدان لإجراء الاستفتاء في جو من الحيطة والحذر إلى أن حل الفاتح من جويلية 1962. وقد اجتمعت لهذا الحدث التهيئة والتحضيرات العامة لتعبئة الشعب منها توزيع مناشير على المواطنين لتوعيتهم وحثهم على المشاركة بقوة في هذا الحدث بعد أن ضبطت الهيئة التنفيذية المؤقتة بمقرها في روشي نوار (بومرداس حاليا) موعد الاستفتاء بالفاتح جويلية 1962، حيث استجاب المواطنون بنسبة كبيرة جدا لهذا الحدث الهام، وتضمنت استمارة الاستفتاء الإجابة بنعم أو لا على السؤال التالي : هل تريد أن تصبح الجزائر دولة مستقلة متعاونة مع فرنسا حسب الشروط المقررة في تصريحات 19 مارس 1962.

ملاحظة خلال إجراء المفاوضات شكل المعمرون منظمة الجيش السري (OAS)وهذا لإفشال المفاوضات وقد وقع ضحيتها 10 آلاف مواطن جزائري
1. نتائج الاستفتاء: في 2 جويلية شرع في عملية فرز الأصوات، كانت حصيلة النتائج لفائدة الاستقلال بأغلبية مثلما أكدته اللجنة المكلفة بمراقبة سير الاستفتاء صباح يوم 3 جويلية 1962، فمن مجموع المسجلين المقدرين بـ 6.549.736 موزعين على 15 مقاطعة عبّر 5.992.115 بأصواتهم منهم 5.975.581 أدلى بنعم، و16.534 بـ: لا.
2. الاعتراف بالاستقلال: بمقتضى المادة 24 من الباب السابع المتعلقة بنتائج تقرير المصير وطبقا للمادة 27 من لائحة تقرير المصير:

- - تعترف فرنسا فورا باستقلال الجزائر.
  - يتم نقل السلطات فورا.
  - تنظم الهيئة التنفيذية المؤقتة في خلال ثلاثة أسابيع انتخابات لتشكيل الجمعية الوطنية الجزائرية التي تتسلم السلطات.

وبناء على ذلك أعلنت نتائج الاستفتاء يوم السبت 3 جويلية 1962 وبعث الرئيس الفرنسي شارل ديغول إلى السيد عبد الرحمن فارس رئيس الهيئة التنفيذية المؤقتة للجمهورية الجزائرية رسالة تحمل الاعتراف باستقلال الجزائر. واعتبر يوم الاثنين 5 جويلية 1962 التاريخ الرسمي لاسترجاع السيادة الوطنية التي سلبت في ذات اليوم من سنة 1830.

## ثورة التحرير في الأفلام

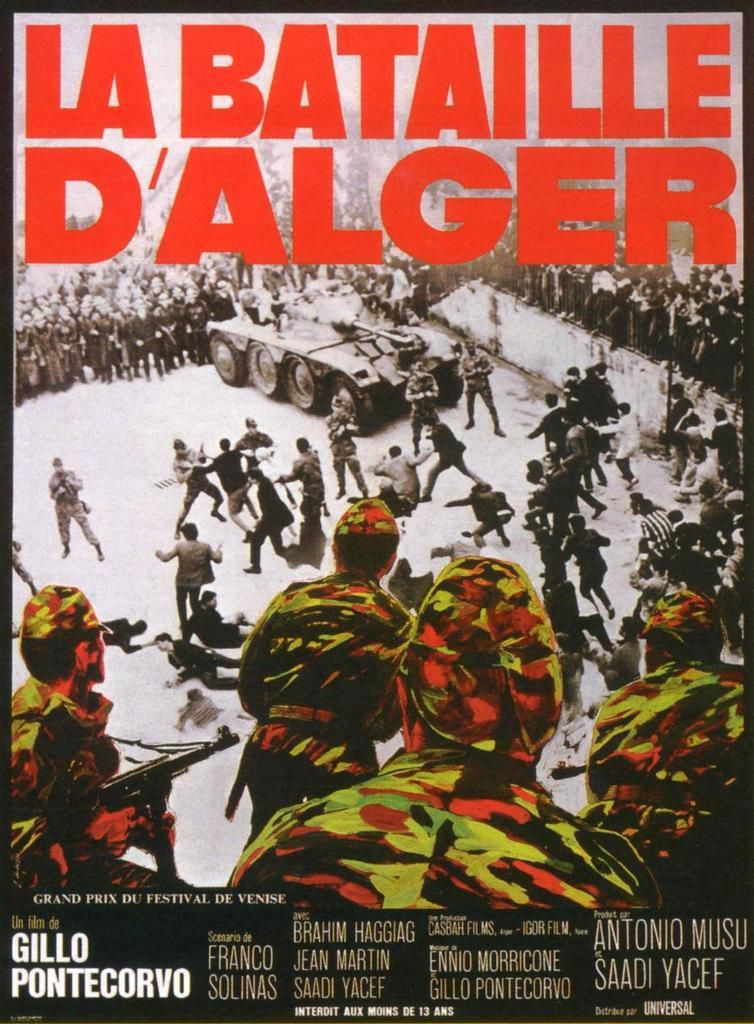
ملصق معركة الجزائر

وثقت السينما الجزائرية ثورة التحرير بمجموعة من الأفلام، والتى تبث عادة على شاشات التلفزيون الجزائري في ذكرى المناسبات الوطنية على غرار: ذكرى اندلاع ثورة التحرير 1 نوفمبر 1954، عيد استقلال الجزائر 5 يوليو 1962، ذكرى مجارز 8 ماي 1945، مظاهرات 11 ديسمبر 1960؛ أبرز الأفلام أدناه:
- 1966: معركة الجزائر، فيلم جزائري – إيطالي، إخراج جيلو بونتيكورفو، حائز على جائزة الأسد الذهبي.
- 1966: ريح الأوراس، إخراج محمد الأخضر حمينة.
- 1968: حسان طيرو، إخراج محمد الأخضر حمينة.
- 1969: الأفيون والعصا، إخراج أحمد راشدي.
- 1973: ديسمبر، إخراج محمد الأخضر حمينة.
- 1975: وقائع سنين الجمر، إخراج محمد الأخضر حمينة، حائز على جائزة السعفة الذهبية بمهرجان كان السينمائي.
- 1975: أولاد نوفمبر، إخراج موسى حداد.
- 2008: مصطفى بن بولعيد، إخراج أحمد راشدي.
- 2010: خارجون عن القانون، فيلم جزائري – فرنسي، إخراج رشيد بوشارب.
- 2012: زبانة، إخراج سعيد ولد خليفة.
- 2014: غروب الظلال، إخراج محمد الأخضر حمينة.
- 2015: لطفي، إخراج أحمد راشدي.

## وصلات خارجية
- قراءة في الثورة الجزائرية (مترجم من الإنجليزية)
- حرب التحرير الوطنية الجزائرية (مترجم من الإنجليزية)
- السياسة العربية والمواقف الدولية تجاه الثورة الجزائرية (1954-1962)/د.إسماعيل دبش/دار هومة/الجزائر/2007.
- عبد الناصر وثورة الجزائر/فتحي الديب/القاهرة: دار المستقبل العربي/1990.
- ملفات السويس: حرب الثلاثين عامًا/محمد حسنين هيكل/القاهرة: مركز الأهرام/1992.
- الموقع الإلكتروني لوزارة المجاهدين الجزائرية
- 1 نوفمبر54.كوم